# Fußball-Club Energie Cottbus 2006-2007
Questa voce raccoglie le informazioni riguardanti il Fußball-Club Energie Cottbus nelle competizioni ufficiali della stagione 2006-2007.

## Stagione
Nella stagione 2006-2007 l'Energie Cottbus, allenato da Petrik Sander, concluse il campionato di Bundesliga al 13º posto. In Coppa di Germania l'Energie Cottbus fu eliminato al primo turno dal Rot-Weiss Essen.

## Rosa
| N. |                     | Ruolo | Calciatore         |
| -- | ------------------- | ----- | ------------------ |
| 1  | Germania (bandiera) | P     | Gerhard Tremmel    |
| 2  | Germania (bandiera) | A     | Steffen Baumgart   |
| 3  | Brasile (bandiera)  | D     | Sidney             |
| 4  | Canada (bandiera)   | D     | Kevin McKenna      |
| 5  | Polonia (bandiera)  | C     | Mariusz Kukiełka   |
| 6  | Brasile (bandiera)  | D     | Vragel da Silva    |
| 7  | Germania (bandiera) | C     | Timo Rost          |
| 8  | Ghana (bandiera)    | A     | Lawrence Aidoo     |
| 9  | Camerun (bandiera)  | A     | Francis Kioyo      |
| 10 | Croazia (bandiera)  | C     | Stiven Rivić       |
| 11 | Albania (bandiera)  | C     | Ervin Skela        |
| 12 | Germania (bandiera) | P     | André Thoms        |
| 13 | Germania (bandiera) | C     | Sebastian Schuppan |
| 14 | Ungheria (bandiera) | D     | Zoltán Szélesi     |
| 15 | Germania (bandiera) | C     | Lars Jungnickel    |

| N. |                                 | Ruolo | Calciatore        |
| -- | ------------------------------- | ----- | ----------------- |
| 16 | Romania (bandiera)              | C     | Vlad Munteanu     |
| 17 | Germania (bandiera)             | D     | Daniel Ziebig     |
| 18 | Polonia (bandiera)              | D     | Łukasz Kanik      |
| 19 | Germania (bandiera)             | D     | Benjamin Schöckel |
| 20 | Cina (bandiera)                 | C     | Shao Jiayi        |
| 21 | Polonia (bandiera)              | C     | Tomasz Bandrowski |
| 22 | Germania (bandiera)             | D     | Arne Feick        |
| 23 | Bosnia ed Erzegovina (bandiera) | P     | Tomislav Piplica  |
| 24 | Macedonia del Nord (bandiera)   | D     | Igor Mitreski     |
| 25 | Germania (bandiera)             | A     | Christof Neumann  |
| 26 | Polonia (bandiera)              | C     | Przemysław Trytko |
| 27 | Germania (bandiera)             | C     | Daniel Gunkel     |
| 29 | Romania (bandiera)              | A     | Sergiu Radu       |
| 30 | Germania (bandiera)             | A     | Marco Küntzel     |
| 33 | Croazia (bandiera)              | D     | Mario Cvitanović  |

## Organigramma societario
Area tecnica
- Allenatore: Petrik Sander
- Allenatore in seconda: Thomas Hoßmang
- Preparatore dei portieri: Thomas Köhler
- Preparatori atletici:

## Calciomercato

### Sessione estiva
| Acquisti | Acquisti         | Acquisti                   | Acquisti |
| R.       | Nome             | da                         | Modalità |
| -------- | ---------------- | -------------------------- | -------- |
| D        | Arne Feick       | Energie Cottbus (Juniores) |          |
| D        | Łukasz Kanik     | Górnik Zabrze              |          |
| C        | Mariusz Kukiełka | Dinamo Dresda              |          |
| A        | Marco Küntzel    | Arminia Bielefeld          |          |
| D        | Igor Mitreski    | Beitar Gerusalemme         |          |
| C        | Vlad Munteanu    | Dinamo Bucarest            |          |
| A        | Christof Neumann | Energie Cottbus (Juniores) |          |
| C        | Stiven Rivić     | Istria                     |          |
| C        | Shao Jiayi       | Monaco 1860                |          |
| P        | Gerhard Tremmel  | Hertha Berlino             |          |

| Cessioni | Cessioni        | Cessioni        | Cessioni |
| R.       | Nome            | da              | Modalità |
| -------- | --------------- | --------------- | -------- |
| C        | Markus Dworrak  | Dinamo Dresda   |          |
| D        | Gregg Berhalter | Monaco 1860     |          |
| A        | Daniel Gomez    | Metz            |          |
| D        | Martin Hyský    | Rot-Weiss Essen |          |
| A        | Kenan Şahin     | Coblenza        |          |

### Sessione invernale
| Acquisti | Acquisti    | Acquisti | Acquisti |
| R.       | Nome        | da       | Modalità |
| -------- | ----------- | -------- | -------- |
| C        | Ervin Skela | Ascoli   |          |

| Cessioni | Cessioni | Cessioni | Cessioni |
| R.       | Nome     | da       | Modalità |
| -------- | -------- | -------- | -------- |

## Risultati

### Bundesliga

#### Girone di andata
| Arbitro: | Gagelmann |

|                                  |           |  |
| Svensson 51’ Neuville 60’ (rig.) | Marcatori |  |

| Arbitro: | Perl |

|                              |           |                              |
| Munteanu 56’ (rig.) Radu 69’ | Marcatori | 39’ Sanogo 72’ (aut.) Ziebig |

| Arbitro: | Kempter |

|  |           |           |
|  | Marcatori | 85’ Silva |

| Arbitro: | Rafati |

|                       |           |  |
| Radu 49’ Munteanu 60’ | Marcatori |  |

| Arbitro: | Weiner |

|              |           |           |
| Baumgart 83’ | Marcatori | 10’ Mnari |

| Arbitro: | Drees |

|                                        |           |              |
| Zuma 48’ Wichniarek 62’ Masmanidis 74’ | Marcatori | 22’ Munteanu |

| Arbitro: | Meyer |

|                              |           |                           |
| Silva 3’ Munteanu 89’ (rig.) | Marcatori | 2’, 57’ Brzenska 59’ Frei |

| Arbitro: | Wack |

|                |           |                       |
| Reghecampf 16’ | Marcatori | 65’ Munteanu 75’ Rost |

| Arbitro: | Wagner |

|                     |           |  |
| Gunkel 66’ Shao 83’ | Marcatori |  |

| Arbitro: | Rafati |

|             |           |           |
| Klasnić 76’ | Marcatori | 49’ Kioyo |

| Arbitro: | Fleischer |

|  |           |              |
|  | Marcatori | 22’ Takahara |

| Wolfsburg 11 novembre 2006, ore 15:30 CET 12ª giornata | Wolfsburg | 0 – 0 referto | Energie Cottbus | Volkswagen-Arena (18 641 spett.)\| Arbitro: \| Seemann \| |
| Arbitro:                                               | Seemann   |               |                 |                                                           |

| Arbitro: | Fandel |

|               |           |                                                     |
| Radu 28’, 31’ | Marcatori | 4’ Altıntop 15’ Kurányi 51’ Pander 83’ K'obiashvili |

| Arbitro: | Stark |

|                                     |           |              |
| Barbarez 19’ Rolfes 66’ Voronin 80’ | Marcatori | 51’ Munteanu |

| Arbitro: | Gräfe |

|  |           |                |
|  | Marcatori | 22’ Cherundolo |

| Arbitro: | Meyer |

|                               |           |              |
| Schweinsteiger 42’ Buyten 54’ | Marcatori | 53’ Baumgart |

| Cottbus 16 dicembre 2006, ore 15:30 CET 17ª giornata | Energie Cottbus | 0 – 0 referto | Stoccarda | Stadion der Freundschaft (13 650 spett.)\| Arbitro: \| Brych \| |
| Arbitro:                                             | Brych           |               |           |                                                                 |

#### Girone di ritorno
| Arbitro: | Kircher |

|                            |           |           |
| Radu 33’, 39’ Munteanu 89’ | Marcatori | 79’ Degen |

| Arbitro: | Sippel |

|                 |           |         |
| Sorín 4’ (rig.) | Marcatori | 9’ Radu |

| Cottbus 3 febbraio 2007, ore 15:30 CET 20ª giornata | Energie Cottbus | 0 – 0 referto | Bochum | Stadion der Freundschaft (11 650 spett.)\| Arbitro: \| Stark \| |
| Arbitro:                                            | Stark           |               |        |                                                                 |

| Arbitro: | Perl |

|                                         |           |          |
| Andreasen 7’ Zidan 22’, 39’ (rig.), 60’ | Marcatori | 20’ Radu |

| Arbitro: | Kinhöfer |

|               |           |  |
| Beauchamp 73’ | Marcatori |  |

| Arbitro: | Merk |

|                       |           |             |
| Kukiełka 62’ Radu 66’ | Marcatori | 15’ Gabriel |

| Arbitro: | Rafati |

|               |           |                                  |
| Frei 42’, 86’ | Marcatori | 6’, 56’ (rig.) Munteanu 65’ Shao |

| Arbitro: | Gagelmann |

|  |           |                      |
|  | Marcatori | 28’ Rösler 90’ Pinto |

| Arbitro: | Drees |

|  |           |          |
|  | Marcatori | 47’ Radu |

| Cottbus 31 marzo 2007, ore 15:30 CEST 27ª giornata | Energie Cottbus | 0 – 0 referto | Werder Brema | Stadion der Freundschaft (20 344 spett.)\| Arbitro: \| Kircher \| |
| Arbitro:                                           | Kircher         |               |              |                                                                   |

| Arbitro: | Sippel |

|           |           |                                        |
| Meier 64’ | Marcatori | 58’ Radu 76’ (aut.) Preuß 90’ Munteanu |

| Arbitro: | Fandel |

|                                 |           |                        |
| Radu 20’ Munteanu 56’ Kioyo 57’ | Marcatori | 65’ Boakye 90’ Makiadi |

| Arbitro: | Gräfe |

|                            |           |  |
| Rost 59’ (aut.) Bordon 64’ | Marcatori |  |

| Arbitro: | Meyer |

|                    |           |              |
| Radu 7’ Gunkel 84’ | Marcatori | 44’ Kießling |

| Arbitro: | Kinhöfer |

|                           |           |  |
| Vinícius 37’ Bruggink 83’ | Marcatori |  |

| Arbitro: | Gagelmann |

|  |           |                                       |
|  | Marcatori | 33’ (rig.) Makaay 35’ Buyten 61’ Cruz |

| Arbitro: | Stark |

|                              |           |          |
| Hitzlsperger 27’ Khedira 63’ | Marcatori | 19’ Radu |

### Coppa di Germania
| Arbitro: | Gagelmann |

|            |           |  |
| Lorenz 69’ | Marcatori |  |

## Statistiche

### Statistiche di squadra
| Competizione      | Punti | In casa | In casa | In casa | In casa | In casa | In casa | In trasferta | In trasferta | In trasferta | In trasferta | In trasferta | In trasferta | Totale | Totale | Totale | Totale | Totale | Totale | DR  |
| Competizione      | Punti | G       | V       | N       | P       | Gf      | Gs      | G            | V            | N            | P            | Gf           | Gs           | G      | V      | N      | P      | Gf     | Gs     | DR  |
| ----------------- | ----- | ------- | ------- | ------- | ------- | ------- | ------- | ------------ | ------------ | ------------ | ------------ | ------------ | ------------ | ------ | ------ | ------ | ------ | ------ | ------ | --- |
| Bundesliga        | 41    | 17      | 6       | 5       | 6       | 21      | 22      | 17           | 5            | 3            | 9            | 17           | 27           | 34     | 11     | 8      | 15     | 38     | 49     | -11 |
| Coppa di Germania | -     | 0       | 0       | 0       | 0       | 0       | 0       | 1            | 0            | 0            | 1            | 0            | 1            | 1      | 0      | 0      | 1      | 0      | 1      | -1  |
| Totale            | 41    | 17      | 6       | 5       | 6       | 21      | 22      | 18           | 5            | 3            | 10           | 17           | 28           | 35     | 11     | 8      | 16     | 38     | 50     | -12 |

### Andamento in campionato
| Giornata  | 1  | 2  | 3  | 4 | 5 | 6  | 7  | 8  | 9 | 10 | 11 | 12 | 13 | 14 | 15 | 16 | 17 | 18 | 19 | 20 | 21 | 22 | 23 | 24 | 25 | 26 | 27 | 28 | 29 | 30 | 31 | 32 | 33 | 34 |
| --------- | -- | -- | -- | - | - | -- | -- | -- | - | -- | -- | -- | -- | -- | -- | -- | -- | -- | -- | -- | -- | -- | -- | -- | -- | -- | -- | -- | -- | -- | -- | -- | -- | -- |
| Luogo     | T  | C  | T  | C | C | T  | C  | T  | C | T  | C  | T  | C  | T  | C  | T  | C  | C  | T  | C  | T  | T  | C  | T  | C  | T  | C  | T  | C  | T  | C  | T  | C  | T  |
| Risultato | P  | N  | V  | V | N | P  | P  | V  | V | N  | P  | N  | P  | P  | P  | P  | N  | V  | N  | N  | P  | P  | V  | V  | P  | V  | N  | V  | V  | P  | V  | P  | P  | P  |
| Posizione | 15 | 14 | 10 | 4 | 6 | 11 | 13 | 11 | 6 | 7  | 11 | 9  | 10 | 12 | 13 | 14 | 15 | 10 | 11 | 12 | 13 | 16 | 12 | 11 | 14 | 11 | 12 | 8  | 7  | 8  | 8  | 11 | 13 | 13 |

Legenda:

Luogo: C = Casa; T = Trasferta. Risultato: V = Vittoria; N = Pareggio; P = Sconfitta.

### Statistiche dei giocatori
| Giocatore     | Bundesliga | Bundesliga | Bundesliga  | Bundesliga | Coppa di Germania | Coppa di Germania | Coppa di Germania | Coppa di Germania | Totale   | Totale | Totale      | Totale     |
| Giocatore     | Presenze   | Reti       | Ammonizioni | Espulsioni | Presenze          | Reti              | Ammonizioni       | Espulsioni        | Presenze | Reti   | Ammonizioni | Espulsioni |
| ------------- | ---------- | ---------- | ----------- | ---------- | ----------------- | ----------------- | ----------------- | ----------------- | -------- | ------ | ----------- | ---------- |
| L. Aidoo      | 1          | 0          | 0           | 1          | 1                 | 0                 | 0                 | 0                 | 2        | 0      | 0           | 1          |
| T. Bandrowski | 12         | 0          | 1           | 0          | 0                 | 0                 | 1                 | 0                 | 12       | 0      | 2           | 0          |
| S. Baumgart   | 33         | 2          | 5           | 0          | 1                 | 0                 | 0                 | 0                 | 34       | 2      | 5           | 0          |
| M. Cvitanović | 17         | 0          | 3           | 0          | 0                 | 0                 | 0                 | 0                 | 17       | 0      | 3           | 0          |
| A. Feick      | 2          | 0          | 0           | 1          | 0                 | 0                 | 0                 | 0                 | 2        | 0      | 0           | 1          |
| D. Gunkel     | 27         | 2          | 4           | 0          | 1                 | 0                 | 0                 | 0                 | 28       | 2      | 4           | 0          |
| L. Jungnickel | 1          | 0          | 0           | 0          | 0                 | 0                 | 0                 | 0                 | 1        | 0      | 0           | 0          |
| Ł. Kanik      | 0          | 0          | 0           | 0          | 0                 | 0                 | 0                 | 0                 | 0        | 0      | 0           | 0          |
| F. Kioyo      | 29         | 2          | 2           | 0          | 1                 | 0                 | 0                 | 0                 | 30       | 2      | 2           | 0          |
| M. Kukiełka   | 32         | 1          | 7           | 0          | 1                 | 0                 | 0                 | 0                 | 33       | 1      | 7           | 0          |
| M. Küntzel    | 16         | 0          | 2           | 0          | 1                 | 0                 | 0                 | 0                 | 17       | 0      | 2           | 0          |
| K. McKenna    | 29         | 0          | 6           | 0          | 1                 | 0                 | 0                 | 0                 | 30       | 0      | 6           | 0          |
| I. Mitreski   | 27         | 0          | 6           | 0          | 1                 | 0                 | 0                 | 0                 | 28       | 0      | 6           | 0          |
| V. Munteanu   | 33         | 11         | 5           | 0          | 0                 | 0                 | 0                 | 0                 | 33       | 11     | 5           | 0          |
| C. Neumann    | 0          | 0          | 0           | 0          | 0                 | 0                 | 0                 | 0                 | 0        | 0      | 0           | 0          |
| T. Piplica    | 33         | 0          | 2           | 0          | 0                 | 0                 | 0                 | 0                 | 33       | 0      | 2           | 0          |
| S. Radu       | 34         | 14         | 3           | 0          | 0                 | 0                 | 0                 | 0                 | 34       | 14     | 3           | 0          |
| S. Rivić      | 7          | 0          | 1           | 0          | 0                 | 0                 | 0                 | 0                 | 7        | 0      | 1           | 0          |
| T. Rost       | 31         | 1          | 9           | 0          | 0                 | 0                 | 0                 | 0                 | 31       | 1      | 9           | 0          |
| S. Schuppan   | 0          | 0          | 0           | 0          | 0                 | 0                 | 0                 | 0                 | 0        | 0      | 0           | 0          |
| B. Schöckel   | 1          | 0          | 1           | 0          | 0                 | 0                 | 0                 | 0                 | 1        | 0      | 1           | 0          |
| J. Shao       | 29         | 2          | 4           | 0          | 1                 | 0                 | 0                 | 0                 | 30       | 2      | 4           | 0          |
| S. Sidney     | 1          | 0          | 1           | 0          | 0                 | 0                 | 0                 | 0                 | 1        | 0      | 1           | 0          |
| V. Silva      | 25         | 2          | 9           | 0          | 1                 | 0                 | 0                 | 0                 | 26       | 2      | 9           | 0          |
| E. Skela      | 7          | 0          | 0           | 0          | 0                 | 0                 | 0                 | 0                 | 7        | 0      | 0           | 0          |
| Z. Szélesi    | 22         | 0          | 5           | 0          | 1                 | 0                 | 1                 | 0                 | 23       | 0      | 6           | 0          |
| A. Thoms      | 0          | 0          | 0           | 0          | 0                 | 0                 | 0                 | 0                 | 0        | 0      | 0           | 0          |
| G. Tremmel    | 1          | 0          | 1           | 0          | 1                 | 0                 | 0                 | 0                 | 2        | 0      | 1           | 0          |
| P. Trytko     | 0          | 0          | 0           | 0          | 0                 | 0                 | 0                 | 0                 | 0        | 0      | 0           | 0          |
| D. Ziebig     | 24         | 0          | 7           | 1          | 1                 | 0                 | 0                 | 0                 | 25       | 0      | 7           | 1          |